# Norske film fra før 1930'erne
Film produceret i Norge før 1930:

## 1900'erne
| Titel              | Instruktør     | Medvirkende             | Genre          | Noter                                          |
| ------------------ | -------------- | ----------------------- | -------------- | ---------------------------------------------- |
| 1906-1908          |                |                         |                |                                                |
| Fiskerlivets farer | Hugo Hermansen | Alma Lund Henry Hagerup | Drama Kortfilm | - Den første norske film - Betragtes som tabt. |

## 1910'erne
| Titel                               | Instruktør                           | Medvirkende                                        | Genre                    | Noter                                           |
| ----------------------------------- | ------------------------------------ | -------------------------------------------------- | ------------------------ | ----------------------------------------------- |
| 1910                                |                                      |                                                    |                          |                                                 |
| '                                   |                                      |                                                    |                          |                                                 |
| 1911                                |                                      |                                                    |                          |                                                 |
| Anny – en gatepiges roman           | Adam Eriksen                         | Julie Jansen-Fuhr Johan Andersson Gunlaug Lund     | Romantisk dramafilm      |                                                 |
| Bondefangeri i Vaterland            | Pehr Qvernstrøm                      | Signe Danning Hans Ingi Hedemark Emmy Worm-Müller  | Drama Kortfilm           | - Filmen betragtes som tabt.                    |
| Det falske Spil                     | Jens Christian Gundersen Alfred Lind | Rasmus Ottesen Ellen Tegner Richard Jensen         | Drama Kortfilm           |                                                 |
| Fattigdommens forbandelse           | Halfdan Nobel Roede                  | Signe Danning Hans Hedemark Pehr Qværnstrøm        | Drama Kortfilm           | - Betragtes som den første norske fiktionsfilm. |
| Under forvandlingens lov            | Halfdan Nobel Roede                  | Olaf Hanson Ingeborg Hauge Birger Widt             | Romantisk drama Kortfilm | - Den ældste bevarede norske film               |
| 1912                                |                                      |                                                    |                          |                                                 |
| Alt for Norge                       | Halfdan Nobel Roede                  | Eugen Hovind Christian Nobel Birger Widt           | Kortfilm/Drama           |                                                 |
| Hemmeligheden                       | Halfdan Nobel Roede                  | Signe Danning Robert Sperati Christian Nobel       | Kortfilm/Drama           | - Filmen betragtes som tabt                     |
| En moders kaerlighed                | Peter Lykke-Seest                    |                                                    | Kortfilm                 |                                                 |
| Roald Amundsen på Sydpolen          | Sverre Halvorsen                     | Sverre Halvorsen                                   | Kortfilm/Tegnefilm       |                                                 |
| Roald Amundsens sydpolsferd         | Roald Amundsen                       |                                                    | Dokumentarfilm           |                                                 |
| De uheldige Friere                  | A. James Gee                         |                                                    | Kortfilm/Komedie         |                                                 |
| 1913                                |                                      |                                                    |                          |                                                 |
| Overfaldet paa postaapnerens datter | Ottar Gladtvedt                      | Solveig Gladtvedt                                  | Kortfilm/Krimi           |                                                 |
| 1914                                |                                      |                                                    |                          |                                                 |
| '                                   |                                      |                                                    |                          |                                                 |
| 1915                                |                                      |                                                    |                          |                                                 |
| '                                   |                                      |                                                    |                          |                                                 |
| 1916                                |                                      |                                                    |                          |                                                 |
| Under Kærlighedens Aag              | Alex Christian                       |                                                    |                          |                                                 |
| 1917                                |                                      |                                                    |                          |                                                 |
| De Forældreløse                     | Peter Lykke-Seest                    | Esben Lykke-Seest Lullu Hansteen Oscar Gustafson   | Drama                    | - Filmen betragtes som tabt                     |
| En Vinternat                        | Oscar Gustafson , Peter Lykke-Seest  | Helen Storm Moltke Garmann Oscar Gustafson         | Krimifilm                | - Filmen betragtes som tabt                     |
| Fanden i nøtten                     | Ola Cornelius                        |                                                    | Kortfilm/Animation       |                                                 |
| Hjærtetyven                         | Lau Lauritzen                        |                                                    |                          |                                                 |
| Livets Gøglespil                    |                                      |                                                    |                          |                                                 |
| Synd skal sones                     | Alex Christian                       | Thorleif Lund Johannes Ring , Alf Blütecher        | Dramafilm                |                                                 |
| Unge hjerter                        | Peter Lykke-Seest                    | Fru Kittelsen Henning Eriksen Jens Selmer          | Romantisk dramafilm      |                                                 |
| 1918                                |                                      |                                                    |                          |                                                 |
| Lodsens datter                      | Peter Lykke-Seest                    | Hans Ingi Hedemark Helene Due Lila Lykke-Seest     | Kortfilm/Drama           | - Filmen betragtes som tabt.                    |
| Revolutionens datter                | Ottar Gladtvedt                      | Solveig Gladtvedt Waldemar Holberg                 | Drama                    |                                                 |
| Vor tids helte                      | Peter Lykke-Seest                    | Waldemar Holberg Robert Sperati Arthur Barking     | Drama                    | - Filmen betragtes som tabt.                    |
| 1919                                |                                      |                                                    |                          |                                                 |
| Historien om en gut                 | Peter Lykke-Seest                    | Esben Lykke-Seest Hans Ingi Hedemark Emil Schibbye | Krimidrama               |                                                 |
| Æresgjesten                         | Peter Lykke-Seest                    | Esben Lykke-Seest Arthur Barking Helen Storm       | Krimidrama               | - Filmen betragtes som tabt.                    |

## 1920'erne
| Titel                                    | Instruktør                  | Medvirkende | Genre               | Noter                                                         |
| ---------------------------------------- | --------------------------- | ----------- | ------------------- | ------------------------------------------------------------- |
| 1920                                     |                             |             |                     |                                                               |
| Fante-Anne                               | Rasmus Breistein            |             | Krimidrama          |                                                               |
| Kaksen på Øverland                       | Gustav Adolf Olsen          |             | Krimidrama          |                                                               |
| 1921                                     |                             |             |                     |                                                               |
| Blandt Syd-Amerikas urskovsindianere     | Ottar Gladtvedt             |             | Dokumentarfilm      |                                                               |
| Felix                                    | Rasmus Breistein            |             | Romantisk drama     |                                                               |
| Jomfru Trofast                           | Rasmus Breistein            |             | Drama               |                                                               |
| Markens Grøde                            | Gunnar Somerfeldt           |             | Drama               |                                                               |
| Under Polarkredsens Himmel               |                             |             | Kortfilm/Dokumentar |                                                               |
| 1922                                     |                             |             |                     |                                                               |
| Farende folk                             | Amund Rydland               |             | Krimidrama          |                                                               |
| Kjærlighet på pinde                      | Erling Eriksen              |             | Romantisk komedie   |                                                               |
| Pan                                      | Harald Schwenzen            |             |                     |                                                               |
| 1923                                     |                             |             |                     |                                                               |
| Nordenfor Polarcirkelen                  |                             |             | Dokumentarfilm      |                                                               |
| Norge – en skildring i 6 akter           |                             |             | Dokumentarfilm      |                                                               |
| Strandhugg paa Kavringen                 | Gunnar Nilsen-Vig           |             | Komedie/Drama       | - Filmen betragtes som tabt.                                  |
| 1924                                     |                             |             |                     |                                                               |
| Til sæters                               | Harry Ivarson               |             | Romantisk drama     |                                                               |
| 1925                                     |                             |             |                     |                                                               |
| Fager er lien                            | Harry Ivarson               |             | Romantisk drama     | - Filmen betragtes som tabt                                   |
| Himmeluret                               | Amund Rydland, Leif Sinding |             | Drama               |                                                               |
| Med «Stavangerfjord» til Nordkap         |                             |             | Dokumentarfilm      |                                                               |
| 1926                                     |                             |             |                     |                                                               |
| Baldevins bryllup                        | George Schnéevoigt          |             | Komedie/Drama       |                                                               |
| Glomdalsbruden                           | Carl Theodor Dreyer         |             | Drama/Romance       | - Baseret på Glomdalsbruden og Eline Vangen af Jacob B. Bull. |
| Brudeferden i Hardanger                  | Rasmus Breistein            |             | Drama               |                                                               |
| Den nye lensmannen                       | Leif Sinding                |             | Krimi drama         |                                                               |
| Hallo! Amerika!                          |                             |             | Dokumentarfilm      |                                                               |
| Luftskibet «Norge»s flugt over Polhavet  |                             |             | Dokumentarfilm      |                                                               |
| Med Maud over Polhavet                   | Odd Dahl                    |             | Dokumentarfilm      |                                                               |
| Over Atlanterhavet og gjennom Amerika    |                             |             | Dokumentarfilm      |                                                               |
| Simen Mustrøens besynderlige opplevelser | Harry Ivarson               |             | Thriller/Komedie    |                                                               |
| 1927                                     |                             |             |                     |                                                               |
| Den glade enke i Trangvik                | Harry Ivarson               |             | Komedie             |                                                               |
| Fjeldeventyret                           | Leif Sinding                |             | Drama               |                                                               |
| Madame besøker Oslo                      | Harry Ivarson               |             | Drama               |                                                               |
| Norges-Filmen                            | Tancred Ibsen               |             | Dokumentarfilm      |                                                               |
| Syv dage for Elisabeth                   | Leif Sinding                |             | Komedie             |                                                               |
| Troll-Elgen                              | Walter Fyrst                |             | Drama               |                                                               |
| 1928                                     |                             |             |                     |                                                               |
| Cafe X                                   | Walter Fyrst                |             | Krimi drama         |                                                               |
| Bergenstoget plyndret i natt             | Uwe Jens Krafft             |             |                     |                                                               |
| Viddenes folk                            | Ragnar Westfelt             |             | Romantisk drama     |                                                               |
| 1929                                     |                             |             |                     |                                                               |
| Laila                                    | George Schnéevoigt          |             | Romantisk drama     |                                                               |
| Se Norge                                 | Gustav Lund                 |             | Dokumentarfilm      |                                                               |
| Selvigs Norgesfilm                       | Lyder Selvig                |             | Dokumentarfilm      |                                                               |